# Оллі Мякі
Оллі Йоган Оскарі Мякі (фін. Olli Johan Oskari Mäki; 22 грудня 1936 — 6 квітня 2019) — фінський боксер легкої ваги. Чемпіон (1959) та віце-чемпіон (1957) Європи з боксу серед любителів, дворазовий чемпіон Скандинавії, чотириразовий чемпіон Фінляндії.

## Життєпис
На чемпіонаті Європи з боксу 1957 року в Празі (Чехія) дістався фіналу змагань у легкій вазі, де поступився поляку Казимиру Паздзьору.
На чемпіонаті Європи з боксу 1959 року в Люцерні (Швейцарія) у фіналі змагань боксерів легкої ваги переміг болгарина Дімітра Велінова, виборовши титул чемпіона Європи.
У жовтні 1960 року з перемоги дебютував у професійному боксі. Протягом наступних тринадцяти років провів 50 боїв на професійному ринзі, у 28 з яких переміг.
У серпні 1962 року здійснив невдалу спробу вибороти титул чемпіона світу в напівлегкій вазі, поступившись Дейві Муру зі США.
Двічі виборював титул чемпіона Європи з боксу у першій напівсередній вазі за версію EBU.